# Noir sur Blanc
Noir sur Blanc est une maison d'édition francophone suisse à l'origine du groupe Libella. Elle possède une filiale en Pologne à Varsovie, Oficyna Literacka Noir sur Blanc.

## Histoire
La maison d'édition Noir sur Blanc est fondée en 1987 à Montricher, en Suisse, par Jan Michalski et Vera Michalski-Hoffmann, avec pour ligne éditoriale la publication en français de romans, documents historiques et témoignages de l'Europe de l'Est, afin de combler le fossé entre l'Europe de l'Est et de l'Ouest alors séparées par le rideau de fer.
Le premier titre paru chez Noir sur Blanc est très symbolique : Proust contre la déchéance du peintre et écrivain Józef Czapski (1896-1993). C'est un récit autobiographique sur un camp d'officiers polonais internés en 1940-1941 par les Soviétiques au goulag.
Depuis 1990, la maison est également présente à Varsovie (Pologne), sous la direction de la sœur de Jan Michalski, Anna Zaremba-Michalska avec la vocation de traduire la littérature mondiale en polonais, ce à quoi elle contribue depuis 2003 avec une autre maison d'édition polonaise renommée, Wydawnictwo Literackie, rachetée par le groupe Libella.
En 1990, Noir et Blanc s'installe également à Paris. Un an plus tard, elle rachète la Librairie polonaise de Paris. Jan et Vera Michalski deviennent l'un des plus grands éditeurs de littérature des pays de l'Est. En 1998, ils entrent au capital des éditions Phébus (depuis 2009 propriété du groupe Libella) et acquièrent les éditions Buchet-Chastel en 2000,.
À partir de 1999, les traductions de Noir sur Blanc — jusque-là diffusées par la Librairie polonaise — sont diffusées par Le Seuil.
Depuis les années 2010, l'entreprise s'est davantage ouverte à d'autres littératures, notamment à la littérature balkanique, celles des pays baltes, d'Asie ou d'Amérique du Sud[réf. nécessaire].

## Ligne éditoriale
Les motivations qui transparaissent dans toute l'action culturelle de Vera Michalski déteignent également sur la politique éditoriale des éditions Noir sur Blanc : « créer des passerelles entre les cultures ». Il s'agit d'unir une Europe divisée, de « faire connaître au public francophone la production intellectuelle de l'autre Europe ». La priorité est toujours donnée à la qualité, en particulier à la qualité de l'écriture, comme l'affirme le Groupe Libella sur son site. L'attention est portée sur la création d'un style, sur la découverte et le lancement d'auteurs qui possèdent un regard engagé sur le monde et qui sont respectueux des valeurs de la culture universelle. Si le groupe accueille des plumes d'aujourd'hui et de demain, il n'en tient pas moins compte des auteurs qui ont fait leur renommée dans le passé. L'objectif du groupe se trouve être celui poursuivi lors de la création des éditions Noir sur Blanc : « créer un pont entre les cultures contemporaines occidentales », entre les peuples d'Europe comme du monde entier. Car effectivement, sa motivation première est le « creuset de ses racines », puisque selon ses propres termes, elle s'est « recentrée sur l'Est ».

## Collections
Le catalogue de la maison est divisé en quatre collections : la Littérature, elle-même divisée en deux sous-collections, soit la littérature française et étrangère, et, au sein de cette Littérature étrangère, se trouve la Littérature de voyage ; les Essais documents ; la Poésie et enfin les Beaux livres, notamment de photographie. Un partenariat est noué avec le Musée de l'Élysée de Lausanne et le Musée du Jeu de Paume à Paris pour l'édition de catalogues d'expositions, comme Éli Lotar. Dans le domaine singulier de l'essai graphique, Noir sur Blanc édite notamment le Manifeste incertain de Frédéric Pajak, dont le volume no 3 a reçu le Prix Médicis essai en 2014.
La maison s'engage rapidement dans la publication des classiques polonais : Adam Mickiewicz, Zygmunt Krasiński, Cyprian Norwid, Sławomir Mrożek, Jarosław Iwaszkiewicz, Jan Chryzostom Pasek, Józef Czapski, Ryszard Kapuściński et Marek Hłasko. Littérature polonaise qui représente près de la moitié du catalogue Noir sur Blanc, avec une centaine de titres. Parmi les auteurs contemporains polonais figurent Olga Tokarczuk (prix Nobel de littérature en 2018), l'auteur à succès Dorota Masłowska, Andrzej Stasiuk et le photographe et journaliste Tomasz Kizny (pl). 
Le domaine russe compte notamment les figures de Mikhaïl Chichkine (prix du Meilleur livre étranger essai en 2005), Oleg Pavlov et Vladimir Maramzine.
La collection Littérature est créée dans une volonté de proposer une littérature de combat et de résistance. Avec la chute du Mur de Berlin, l'effondrement du communisme, la libre circulation des personnes et des œuvres, que ce type de littérature semble se faire plus prioritaire. Les tendances au repli nationaliste exprimés par les suffrages récents lui rendent toute nécessité.
Sous les auspices de Blaise Cendrars et Nicolas Bouvier, naît la collection Littérature de voyage, constituée en une sous-collection, souvent traduite de l'anglo-saxon autour des figures de William Dalrymple, John Vaillant (en), Giles Milton, Anthony Sattin (en), Mariusz Wilk ou Jil Silberstein. Cette littérature regroupe diverses formes d'écrits aux nombreuses tonalités : « Placée sous le signe de l'ouverture, la maison laisse s'exprimer la littérature sous de nombreuses formes : romans, nouvelles, cuisine, policiers… Un foisonnement concourant à donner une image toujours plus fidèle du bouillonnement culturel observé à l'Est de l'Europe ». Cependant, les publications ne sont pas uniquement celles de textes étrangers. Le catalogue s'ouvre très lentement à la littérature francophone : cette collection, qui n'est composée actuellement que de neuf titres, a débuté avec la publication de Pli Urgent de Judith Martin (en) en 2001. Ainsi, le catalogue s'ouvre, il sort « graduellement du ghetto des littératures d'Europe de l'Est ».
Depuis 2013, la collection Notabilia publie des « romans courts, ouverts sur l’international, avec des textes singuliers, des voix fortes » comme l'explique la directrice Brigitte Bouchard, lors du lancement. Elle accueille les ouvrages de Gaëlle Josse, Sophie Divry, Sylvain Trudel, Louis-Bernard Robitaille, Ascanio Celestini, Goran Petrović ou Svetislav Basara.